# Ayette British Cemetery
Ayette British Cemetery is een Britse militaire begraafplaats met gesneuvelden uit de Eerste Wereldoorlog, gelegen in de Franse gemeente Ayette (Pas-de-Calais). De begraafplaats werd ontworpen door William Cowlishaw en ligt achter het erf van een boerderij op 180 m ten noordwesten van het gemeentehuis. Vanaf de straat is ze bereikbaar via een pad van 80 m. Het terrein heeft een rechthoekig grondplan met een oppervlakte van 326 m² en is omgeven door een lage bakstenen muur. Het Cross of Sacrifice staat op een verhoogd plateau tegen de noordelijke muur. De begraafplaats wordt onderhouden door de Commonwealth War Graves Commission.
Er worden 54 geïdentificeerde doden herdacht.
Zeshonderd meter zuidelijker ligt Ayette Indian and Chinese Cemetery.

## Geschiedenis
Het dorp bleef in Britse handen van maart 1916 tot 27 maart 1918, toen het tijdens het Duitse lenteoffensief door hen werd veroverd. Na acht dagen van hevige gevechten met de Guards Division werd het op 3 april 1918 door de 32nd Division heroverd. De begraafplaats werd door gevechtseenheden van maart tot juni 1918 aangelegd.  
Er liggen 53 Britten en 1 Chinees (werkte bij het Chinese Labour Corps) begraven. Voor drie slachtoffers werden Special Memorials opgericht omdat hun graven door artillerievuur werden vernietigd en niet meer gelokaliseerd konden worden.

## Onderscheiden militairen
- William Brett St.Leger, luitenant bij de Coldstream Guards en Edward Budd, kapitein bij de Irish Guards werden onderscheiden met het Military Cross (MC); laatstgenoemde verkreeg deze onderscheiding driemaal (MC and 2 Bars).
- Robert George Ward, korporaal bij deGrenadier Guards ontving de Military Medal (MM).